# Eben Byers

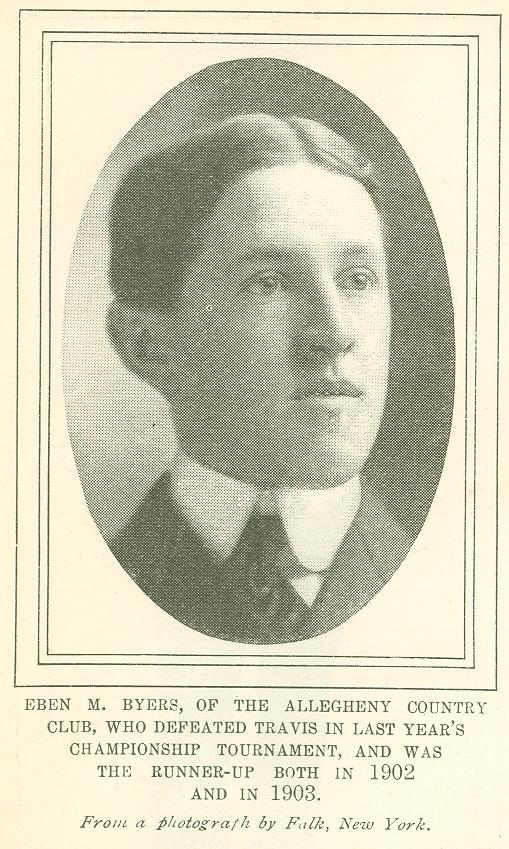
Golfer Eben M. Byers

Ebenezer McBurney Byers (* 12. April 1880 in Pittsburgh; † 31. März 1932 in New York) war ein wohlhabender US-amerikanischer Geschäftsmann, Sportler und Mitglied der amerikanischen High Society. Bekannt wurde er in den 1930er Jahren, weil er nach längerer Einnahme des radiumhaltigen Medikaments Radithor starb.

## Leben
Der Sohn des Industriellen Alexander Byers studierte am Yale College und war 1906 amerikanischer Amateurmeister im Golf. Byers war Vorsitzender der Girard Iron Company, die sein Vater gegründet hatte.
Nachdem er sich 1927 bei der Rückkehr von einem Yale-Harvard-Footballspiel durch einen Sturz aus einem Hochbett in der Eisenbahn am Arm verletzt hatte, empfahl ihm sein Physiotherapeut Charles Clinton Moyar gegen die anhaltenden Schmerzen das patentierte Medikament Radithor, das von William J. A. Bailey hergestellt wurde, indem er Radium in Wasser löste. Byers nahm daraufhin bis 1930 enorme Dosen von Radithor zu sich (angeblich annähernd 1400 Flaschen), was dazu führte, dass sein Körper die dreifache Menge der als tödlich geltenden Radium-Dosis aufnahm. Das Radium lagerte sich in seinen Knochen ab und führte zum Verlust des größten Teils seines Unterkiefers und zu Gehirnschäden. 1932 starb er an dieser Radiumvergiftung und wurde in Pittsburgh, angeblich in einem Bleisarg, begraben.
Byers’ Bekanntheit führte dazu, dass sein Tod in den Medien diskutiert wurde. Dadurch erhielten die Gefahren von Radium und Radioaktivität größere Aufmerksamkeit, und es wurden die Befugnisse der Arzneimittelzulassungsbehörde ausgeweitet (Food and Drug Administration). Der Hersteller von Radithor, Bailey, wurde nicht zur Rechenschaft gezogen.

## Sportliche Erfolge

### Amateur
| Jahr | Meisterschaft | Gewinnende Punktzahl | zweite      |
| ---- | ------------- | -------------------- | ----------- |
| 1906 | U.S. Amateur  | 2 up                 | George Lyon |

### Weitere Ergebnisse
| Turnier                  | 1900 | 1901 | 1902 | 1903 | 1904 | 1905 | 1906 | 1907 | 1908 | 1909 |
| ------------------------ | ---- | ---- | ---- | ---- | ---- | ---- | ---- | ---- | ---- | ---- |
| U.S. Open                |      |      |      |      |      |      |      |      | CUT  |      |
| U.S. Amateur             | R16  | R16  | 2    | 2    | R16  | QF   | 1    | SF   | QF   |      |
| The Amateur Championship |      |      |      |      | R32  |      |      | R128 |      |      |
| Turnier                  | 1910 | 1911 | 1912 | 1913 | 1914 | 1915 | 1916 | 1917 | 1918 | 1919 |
| U.S. Amateur             | R32  | R32  | R32  | R16  | R16  | R32  | R32  | NT   | NT   | DNQ  |
| Turnier                  | 1920 | 1921 | 1922 | 1923 | 1924 | 1925 | 1926 |      |      |      |
| U.S. Amateur             | DNQ  |      |      |      |      |      | DNQ  |      |      |      |

Hinweis: Byers starb vor der Gründung des Masters Tournament und spielte nie in The Open Championship. Als Amateur konnte er nicht in der PGA Championship spielen.
NT = No tournament

DNQ = Did not qualify for match play portion